# Lilit Mkrtchian
Lilit Mkrtchian est une joueuse d'échecs arménienne née le 9 août 1982 à Erevan qui a les titres de maître international (mixte) depuis 2003 et de grand maître international féminin depuis 1998.
Au 1er juillet 2016, elle est la numéro deux arménienne avec un classement Elo de 2 442. 

## Biographie et carrière
Quatre fois championne d'Arménie féminine (en 1995, 1998, 2000 et 2005), Lilit Mkrtchian a remporté deux médailles d'argent au championnat d'Europe d'échecs individuel féminin (en 2002 et 2009), et deux médailles de bronze aux championnats d'Europe féminins (en 2006 et 2013).
En 2008, elle fut éliminée en quart de finale du championnat du monde d'échecs féminin par la jeune prodige (quatorze ans) Hou Yifan.
| Année | Lieu                    | Résultat                         | Ultime adversaire       | Adversaires battues                     |
| ----- | ----------------------- | -------------------------------- | ----------------------- | --------------------------------------- |
| 2001  | Moscou                  | deuxième tour                    | Ekaterina Kovalevskaïa  | Monika Soćko                            |
| 2004  | Elista                  | deuxième tour                    | Pia Cramling            | Monika Soćko                            |
| 2006  | Iekaterinbourg, Russie  | premier tour                     | Ruan Lufei              |                                         |
| 2008  | Naltchik, Russie        | quart de finale (quatrième tour) | Hou Yifan               | Eva Moser, Anna Gasik Dronavalli Harika |
| 2010  | Antakya, Turquie        | premier tour                     | Zhang Xiaowen           |                                         |
| 2012  | Khanty-Mansiïsk, Russie | deuxième tour                    | Nadejda Kosintseva      | Ketevan Arakhamia-Grant                 |
| 2015  | Sotchi                  | premier tour                     | Aleksandra Goriatchkina |                                         |
| 2017  | Téhéran                 | premier tour                     | Ni Shiqun               |                                         |
| 2018  | Khanty-Mansiïsk         | premier tour                     | Anna Ushenina           |                                         |

## Compétitions par équipe
Elle a remporté le championnat d'Europe d'échecs des nations avec l'équipe d'Arménie en 2003, la médaille de bronze par équipe en 2007 et deux médailles d'argent individuelles. 
Lilit Mkrtchian a représenté l'Arménie lors de dix olympiades féminines de 1996 à 2014, remportant une médaille de bronze individuelle au deuxième échiquier en 2008.